# القنب والرياضة
تم حظر استخدام القنب من قبل الرياضيين من قبل العديد من اللجان الرياضية. ومع ذلك، خفف البعض سياساتهم مع تغير المواقف المجتمعية تجاه استخدامها. التحريم من أكثر القضايا إثارة للجدل في مكافحة المنشطات.
لا يوجد إجماع علمي فيما يتعلق بآثار تحسين أداء القنب، حيث ورد في ورقة واحدة لعام 2018 «لا يوجد دليل على استخدام القنب كعقار يحسن الأداء». من الأسباب الأخرى التي تم الاستشهاد بها لحظر استخدامه زيادة خطر الإصابة في المنافسة والرأي القائل بأن استخدامه لا يمثل نموذجًا جيدًا.
جاءت الدعوات للتخلص من اختبار القنب من منظور إدارة الألم بشكل أفضل وتقليل استخدام المواد الأفيونية. دعا رياضيون مثل يوجين مونرو وديريك مورغان إلى مزيد من التحقيق في قدرتها على علاج ومنع ارتجاجات الدماغ.

## الوكالة العالمية لمكافحة المنشطات
بعد فضيحة المنشطات في سباق فرنسا للدراجات عام 1998، عقدت اللجنة الأولمبية الدولية المؤتمر العالمي الأول حول المنشطات في لوزان، سويسرا، في فبراير 1999. من هذا المؤتمر تم تشكيل الوكالة العالمية لمكافحة المنشطات في نوفمبر 1999 «لقيادة حركة تعاونية عالمية للرياضة الخالية من المنشطات» من خلال أنشطة مثل «البحث العلمي والتعليم وتطوير قدرات مكافحة المنشطات». في عام 2004، نشرت الوكالة العالمية لمكافحة المنشطات المدونة العالمية لمكافحة المنشطات وأدرجت الحشيش ضمن المواد المحظورة بموجب القانون. اعتبارًا من عام 2021، هناك أكثر من 700 منظمة رياضية تلتزم بالكود؛ وتشمل هذه اللجنة الأولمبية الدولية، واللجنة البارالمبية الدولية، والوكالات الوطنية لمكافحة المنشطات، ومختلف البطولات الرياضية المحترفة.
خففت الوكالة العالمية لمكافحة المنشطات من سياستها تجاه الحشيش في عام 2013، حيث زادت من 15 نانوغرام/مل إلى 150 نانوغرام/مل من مستوى مستقلب رباعي هيدرو كانابينول المسموح به في البول قبل اعتبار الرياضي قد فشل في اختبار المخدرات. قالت جولي ماس، مديرة الاتصالات بالوكالة العالمية لمكافحة المنشطات: «أردنا التركيز على الرياضيين الذين يسيئون استخدام هذه المادة في المنافسة. يجب أن يستبعد هذا الحالات التي لا تستخدم فيها الماريجوانا في المنافسة.» عتبة 150 نانوغرام/مل أيضًا يسمح باستخدام 180 نانوغرام/مل «حد القرار» لمراعاة أي شكوك في القياس فوق مستوى معين من الثقة. وفقًا لإحصاءات الوكالة العالمية لمكافحة المنشطات، انخفضت النسبة المئوية لاختبارات المخدرات الفاشلة لاستخدام القنب من 9.0% في عام 2012 إلى 2.4% في عام 2014.
خضعت سياسة الوكالة العالمية لمكافحة المنشطات تجاه الحشيش للتدقيق في عام 2021 بعد حظر رياضي سباقات المضمار والميدان الأمريكي شايكاري ريتشاردسون من دورة الألعاب الأولمبية الصيفية في طوكيو. تم انتقاد التعليق من قبل النواب الأمريكيين باربرا لي، إيرل بلوميناور، و 16 عضوًا آخر في الكونجرس الذين كتبوا أن هذه السياسة «عفا عليها الزمن ومقيدة» وأنه يجب على وكالة مكافحة المنشطات الأمريكية والوكالة العالمية لمكافحة المنشطات «إعادة تقييم معاييرها وقرارها بتضمين القنب، وتحديداً رباعي هيدروكانابينول كمادة محظورة». كتبت وكالة مكافحة المنشطات الأمريكية إلى النائبين ألكساندريا أوكاسيو كورتيز وجيمي راسكين يوافقان فيه على أن «استبعاد السيدة ريتشاردسون من دورة الألعاب الأولمبية في طوكيو هو وضع مفجع وأنه يجب تغيير قواعد الوكالة العالمية لمكافحة المنشطات المتعلقة بالماريجوانا». كما أشارت إلى أنه بصفتها أحد الموقعين على المدونة العالمية لمكافحة المنشطات، فإن وكالة الولايات المتحدة لمكافحة المنشطات ملزمة بإنفاذ القواعد المتعلقة بتعاطي القنب، وأن تغيير القواعد قد يمثل مشكلة لأن الغالبية العظمى من البلدان لا تزال تجرم المخدرات. صرح مكتب السياسة الوطنية لمكافحة المخدرات أنه سيلتقي مع الوكالة العالمية لمكافحة المنشطات «لجمع معلومات إضافية عن سياسات القنب لديها».
في سبتمبر 2021، أعلنت الوكالة العالمية لمكافحة المنشطات أنها ستجري مراجعة لتحديد ما إذا كان ينبغي أن يظل القنب على قائمة المواد المحظورة. ورد في بيان صحفي ما يلي: «بعد تلقي طلبات من عدد من أصحاب المصلحة، أيدت [اللجنة التنفيذية] قرار فريق الخبراء الاستشاري للشروع في عام 2022 في استعراض علمي لحالة القنب. ويُحظر القنب حاليًا في المنافسة وسيكون في عام 2022».

## الرياضات الجامعية والشبابية
بدأ اختبار القنب من قبل الرابطة الوطنية لرياضة الجامعات عندما أنشأت برنامج اختبار شامل للعقاقير في عام 1986. في البداية تم تحديد عتبة 15 نانوغرام/مل وأدى أي اختبار إيجابي إلى تعليق الموسم الكامل. في عام 2013، تم تخفيض العتبة إلى 5 نانوغرام/مل بينما تم تخفيف العقوبة إلى التعليق نصف الموسم. تم رفع الحد الأدنى بعد ذلك إلى 15 نانوغرام/مل في عام 2017 وإلى 35 نانوغرام/مل في عام 2019.
تجري الرابطة الوطنية لرياضة الجامعات اختبار القنب لألعاب البطولات، بينما يتم اختبار عقاقير تحسين الأداء بشكل متكرر من خلال برنامج اختبار على مدار العام. تجري العديد من المدارس أيضًا اختبارات بالإضافة إلى الاختبارات التي تجريها الرابطة الوطنية لرياضة الجامعات. خلص تحقيق أجرته وكالة أسوشيتد برس عام 2015 إلى أن 23 مدرسة من أصل 57 مدرسة تم تحليلها قد خففت العقوبات على تعاطي الحشيش منذ 2005.
وجدت مراجعة طبية أجريت عام 2014 أن ما يقرب من 28٪ من الرياضيين الجامعيين في الولايات المتحدة أبلغوا عن تعاطيهم للقنب في العام الماضي.
نبههم كتيب أصدرته وزارة العدل الأمريكية في التسعينيات لمدربي الرياضة الشباب إلى «توضيح أن الماريجوانا غير قانونية وأنه يمكن القبض على الرياضي أو تعليقه عن المدرسة والرياضة لاستخدامها»، وأدرج العديد من الآثار الجسدية والنفسية الضارة للماريجوانا بما في ذلك «انخفاض القدرة على التحمل، وزيادة الوزن، وانخفاض قوة العضلات، وقلة الدافع، وفقدان السيطرة، وضعف اتخاذ القرار».

## رياضات فردية

### كرة القدم الأمريكية
في مارس 2020، قام الدوري الوطني لكرة القدم الأمريكية بتغيير سياسته فيما يتعلق بالقنب بعد توقيع اتفاقية مفاوضة جماعية جديدة مع اتحاد لاعبي الدوري الوطني لكرة القدم. نصت الاتفاقية على أن الاختبارات الإيجابية لن تؤدي بعد الآن إلى الإيقاف وأن اللاعبين سيتم إيقافهم فقط بسبب فقدانهم لاختبارات متعددة أو رفض العلاج. كما اختصر الإطار الزمني الذي سيتم فيه اختبار اللاعبين من أربعة أشهر إلى أسبوعين، ورفع الحد الأدنى للاختبار الإيجابي من 35 نانوغرام/مل من مستقلب رباعي هيدروكانابينول إلى 150 (قبل عام 2014، تم تحديد الحد الأدنى عند 15). الركض للخلف ريكي ويليامز هو من بين اللاعبين الذين تم إيقافهم بموجب السياسة القديمة للدوري، حيث فشل في العديد من الاختبارات التي أدت به إلى التغيب عن موسمي 2004 و2006 بأكمله.
في عام 2016، أصبح يوجين مونرو وديريك مورغان أول لاعبين نشطين في اتحاد كرة القدم الأميركي يتحدون علنًا سياسة الدوري المتمثلة في تعليق اللاعبين لاستخدام القنب. كما دعا عدد من اللاعبين المتقاعدين إلى التغيير، بما في ذلك، جيم مكمان، جيك بلامر، كايل تورلي، نيت جاكسون، إيبين بريتون، ليونارد مارشال، مارفن واشنطن، تود هيرمانز، بو ويليامز، وريكي ويليامز. في عام 2016، وقع العديد من هؤلاء اللاعبين النشطين والمتقاعدين خطابًا صاغه أطباء من أجل لائحة تنظيم القنب يطالبون فيه أن يغير اتحاد كرة القدم الأميركي سياسته فيما يتعلق بالقنب. الأسباب التي تم الاستشهاد بها في الدعوة إلى التغيير تشمل الاستخدام المحتمل للقنب كعامل واقٍ للأعصاب، استخدامه لتسكين الآلام كبديل أفيوني، ونفاق العصبة التي تروج لاستخدام الكحول.
في عام 2018، قدم مايك جيمس التماساً إلى اتحاد كرة القدم الأميركي للحصول على إعفاء للاستخدام العلاجي لحظر الرابطة استخدام القنب. استشهد جيمس بإدمان سابق للأدوية الأفيونية وجادل بأنه يجب السماح له باستخدام الحشيش لتخفيف الآلام بدلاً من ذلك. تم رفض الالتماس بعد ذلك.
في عام 2016، أعلن اتحاد كرة القدم الأميركي عن تشكيل لجنة لدراسة قضايا إدارة الألم بين اللاعبين، بما في ذلك استخدام القنب كدواء. في عام 2021، أعلن اتحاد كرة القدم الأميركي عن تمويل قدره مليون دولار لمثل هذه الأبحاث.
في عام 2017، كانت النهاية الدفاعية السابقة لشركة New York Jets مارفن واشنطن جزءًا من دعوى قضائية مرفوعة ضد المدعي العام جيف سيشنز، طعنًا في تصنيف الحشيش كمخدرات من الجدول الأول واستشهد بالأصول العنصرية لقوانين القنب كسبب يجعل حظره غير دستوري. بعد رفض الدعوى، رفضت المحكمة العليا الأمريكية النظر في القضية في أكتوبر 2020.
خلال أوائل العقد الأول من القرن الحادي والعشرين، عمل مارك ستيبنوسكي، مركز دالاس كاوبويز السابق، كرئيس لفرع تكساس للمنظمة الوطنية لإصلاح قوانين الماريجوانا. تسبب نشاطه في إلغاء مدرسته الثانوية، مدرسة الكاتدرائية التحضيرية، دخوله إلى قاعة الشهرة الرياضية بالمدرسة.
من بين لاعبي اتحاد كرة القدم الأميركي الذين هم رواد أعمال في صناعة القنب كالفن جونسون، روب سيمز، مارشاون لينش، تيكي باربر، كايل تورلي، جوردان ريد، مارفن واشنطن، وريكي ويليامز. أعلن جونسون وسيمز، وهما شريكان تجاريان، عن شراكة مع جامعة هارفارد في عام 2019 لدراسة آثار القنب على اعتلال الدماغ الرضحي المزمن وفوائده في إدارة الألم. كما أعلنوا عن تبرع مكون من ستة أرقام للمعهد الدولي لطب النبات والقنب الطبي في هارفارد.

### اتحاد كرة القدم
عملت ميغان رابينو، لاعبة الرابطة الوطنية لكرة القدم النسائية، بمثابة «سفيرة رياضية» لشركة كانابيديول ناشئة. جذب نادي هاميلتون الأكاديمي الإسكتلندي الانتباه في عام 2018 عندما تم رعايته من قبل شركة محلية والتي تضمنت أيضًا إعادة تسمية ملعبهم باسم ملعب أمل الكانابيديول.

### كرة القاعدة (البيسبول)
بدأ دوري كرة القاعدة الرئيسي في اختبار اللاعبين في دوري كرة القاعدة الثانوي بحثًا عن مواد محسنة للأداء وتعاطي المخدرات في عام 2001. بدأ اختبار لاعبي البيسبول في دوري البيسبول الرئيسي في عام 2003 بعد اتفاق دوري البيسبول الرئيسي واتحاد لاعبي البيسبول في الدوري الرئيسي على من خلال المفاوضة الجماعية. ومع ذلك، تم اختبار لاعبي دوري البيسبول الرئيسيون على الحشيش فقط إذا كان هناك «سبب معقول» للقيام بذلك، أو إذا تم تكليفهم من قبل برنامج العلاج من تعاطي المخدرات.
كان القنب مدرجًا في قائمة تعاطي المخدرات حتى موسم 2019-2020، عندما تمت إزالة رباعي الهيدروكانابينول والكانابيديول. سيظل اللاعبون يخضعون لاختبارات القنب الصناعي، وسيظلون عرضة للإجراءات التأديبية إذا تم ضبطهم وهم يتعاطون الحشيش أو الحيازة أو القيادة تحت تأثير المخدرات.

### كرة سلة
علقت الرابطة الوطنية لكرة السلة اختبار المخدرات العشوائي للقنب أثناء جائحة COVID-19، ووضع السياسة في البداية خلال الرابطة الوهمية الوطنية لكرة السلة 2020 ثم تمديدها خلال موسمي 2020–21 و2021–22 الرابطة الوطنية لكرة السلة. صرح المفوض آدم سيلفر قائلاً: «لقد قررنا، بالنظر إلى كل الأشياء التي كانت تحدث في المجتمع، وبالنظر إلى جميع الضغوط والتوترات التي يتعرض لها اللاعبون، أننا لسنا بحاجة إلى التصرف بصفتنا الأخ الأكبر في الوقت الحالي». سابقًا ذكر سيلفر أنه «مهتم جدًا بالعلم عندما يتعلق الأمر بالماريجوانا الطبية» وأنه لا يرى استخدام الحشيش كمسألة أخلاقية. كما أشار في 2018 إلى أن العديد من اللاعبين أخبروه أن الحشيش يساعدهم في التعامل مع قلقهم.
في عام 2017، أجرى لاعب الاتحاد الوطني لكرة السلة، آل هارينجتون، مقابلة مع المفوض السابق ديفيد ستيرن بشأن موضوع استخدام القنب من قبل اللاعبين. قال ستيرن لهارينغتون خلال المقابلة: «أنا الآن في المرحلة التي أعتقد فيها شخصيًا أنه من المحتمل إزالة [القنب] من القائمة المحظورة. لقد أقنعتني». كما أعرب مدرب الاتحاد الوطني لكرة السلة ستيف كير عن دعمه للسماح باستخدام الحشيش في الرياضات الاحترافية.
من بين لاعبي الاتحاد الوطني لكرة السلة الذين دافعوا عن تقنين الحشيش هارينجتون، كليف روبنسون، وأوسكار روبرتسون. ظهر هارينجتون في إعلان فيديو لتأييد اقتراح كاليفورنيا 64 في عام 2016. ظهر روبرتسون في إعلان تلفزيوني يؤيد إجراء اقتراع في أوهايو لإضفاء الشرعية على الحشيش في عام 2015.
من بين لاعبي الرابطة الوطنية لكرة السلة من رواد الأعمال في صناعة القنب أو الذين دخلوا في شراكات تجارية كيفن دورانت، ألين إيفرسون، هارينجتون، شون كيمب، كليف روبنسون، لاري هيوز، كريس ويبر، إيزيا توماس، بن والاس، دواين وايد، كارميلو أنتوني، جون وول، جون سالي، وبول بيرس. أعلن إيفرسون عن شراكة مع شركة فيولا براندز التابعة لهارينغتون في عام 2021. بالإضافة إلى التعاون في مبادرات الأعمال المختلفة، أعلن الزوجان أنهما سيشاركان في جهود تعليمية للحد من وصمة العار المحيطة باستخدام القنب. أعلن ديورانت عن شراكة منفصلة في عام 2021 مع شركة Weedmaps «لتفكيك الصور النمطية السلبية المرتبطة بالقنب مع رفع مستوى المحادثة حول إمكانات النبات للعافية والتعافي للرياضيين».
في الاتحاد الوطني لكرة السلة النسائية، ورد أن الحشيش مادة محظورة تختبرها الدوريات وتعاقب اللاعبين عليها. عملت لاعبة الاتحاد الوطني لكرة السلة النسائية سو بيرد «كسفير رياضي» لشركة كانابيديول ناشئة.

### كريكيت
قال ديفيد موراي، الذي لعب الكريكيت في السبعينيات، بعد مسيرته المهنية إنه استخدم الحشيش «قبل مسرحية اليوم وبعدها، ولكن ليس في فترات الراحة أبدًا - لا يمكنك فعل ذلك». تم تعليق إيان بوثام لمدة 63 يومًا من قبل مجلس إنجلترا وويلز للكريكيت في عام 1986 بعد أن اعترف في مقابلة أنه كان يدخن الحشيش. وسيم أكرم ووقار يونس وعقيب جاويد ومشتاق أحمد من منتخب باكستان للكريكت اعتقلوا في غرينادا في أبريل/ نيسان 1993 لحيازتهم الحشيش. في عام 1995، تم القبض على ستيفن فلمنج واعترف بالتدخين مع زملائه في الفريق ماثيو هارت وديون ناش أثناء قيامهم بجولة في فندقهم. تم تعليقهم.
أثناء قيامه بجولة في نيوزيلندا في 1996-1997، اتهم مطعم في كرايستشيرش فيل توفنيل بتدخين الحشيش في حمامهم. نظرًا لأن المطعم يتمتع بسمعة طيبة في اختلاق قصص عن المشاهير، وافقت إدارة الفريق الإنجليزي على نفي توفنيل. تقاعد بول سميث عام 1997 واعترف باستخدامه للقنب. على الرغم من تقاعده، قام البنك المركزي الأوروبي بتجميده لمدة 22 شهرًا. في عام 2001، تم القبض على خمسة لاعبين من جنوب إفريقيا، روجر تيليماتشوس، وأندريه نيل، وباول آدامز، وجوستين كيمب، وهيرشيل جيبس، وهم يدخنونه في حفلة. تم تغريمهم 10000 راند جنوب أفريقي. كشف ديرموت ريف أنه كان مدمنًا على الكوكايين في 2005، وأقر أيضًا أنه تعاطى الحشيش خلال التسعينيات عندما كان لاعبًا نشطًا، لكنه قال إنه لم يستخدمه أبدًا خلال موسم الكريكيت. في مايو 2005، تم تعليق كيث بايبر من نادي مقاطعة وارويكشاير للكريكيت للفترة المتبقية من الموسم للقنب. في عام 2005 أيضًا، قدم فريق كريكيت أسترالي من إنفرلوخ كعكات الشوكولاتة لفريق من نيرينا ولم يخبرهم باحتوائهم على الحشيش.

### الغوص
في عام 2011، تم تعليق أحد غواصين المنتخب الوطني الأمريكي لمدة عام بعد أن ثبتت إصابته بالحشيش.

### الجولف
في عام 2018، حقق كولمان بنتلي من مجلة Golf Digest في آثار الحشيش على لاعبي الغولف ولخص:
مثل كل شيء آخر في الحياة، فإن الاعتدال هو المفتاح. القليل من الماريجوانا - في هذه الحالة، حوالي 18 ملليجرام - يمكن أن يساعد على استرخاء العضلات وتهدئة الأعصاب، مما يساعد على المسافة والأداء العام. ومع ذلك، تستهلك أكثر من ذلك، والتركيز، والطاقة، والتنسيق بين اليد والعين، والمأكولات الخفيفة تصبح عوائق رئيسية. بشكل عام، يعكس استخدام الماريجوانا في ملعب الجولف تجربتنا مع الكحول: القليل يقطع شوطًا طويلاً، لكن القليل جدًا سيجعلك تلعب من المسار الخطأ لبقية فترة ما بعد الظهر.
في عام 2019، نشرت المجلة الأمريكية هاي تايمز نصائح حول «الترويج والمباشرة». نشرت مجلة غولف «5 أسباب تجعل لاعب الجولف يستفيد من استخدام الكانابيديول» في عام 2020.
في عام 2019، أصبح روبرت جاريجوس أول لاعب غولف محترف تم إيقافه بسبب اختبار إيجابي للقنب. لقد انتقد صراحة سياسة القنب في جولة الجولف المهنية. في أكتوبر 2019، تم إيقاف مات إيفري للسبب نفسه. في عام 2020، قالت صحيفة نيويورك تايمز إن لاعبي جولات الجولف المهنية، لاعبي جولة الأبطال «أصبحوا أكثر صراحة حول استخدام الكانابيديول لعلاج أمراضهم منذ إزالة المركب من قائمة المواد المحظورة في 2018».

### الهوكي
وفقًا لمقال نشر عام 2013 من قبل The Denver Post، كان دوري الهوكي الوطني وحده من بين أكبر أربع بطولات رياضية للمحترفين في أمريكا الشمالية (الرابطة الوطنية لكرة السلة، ودوري كُرة القاعدة الرئيسي، ودوري الهوكي الوطني، والدوري الوطني لكرة القدم الأمريكية) في عدم معاقبة اللاعبين على استخدام الحشيش. على الرغم من استمرار اختبار القنب وفقًا للمقال، إلا أن الاختبار الإيجابي يمكن أن يؤدي فقط إلى الإحالة للعلاج من قبل اتحاد اللاعبين أو عقوبة محتملة «داخل المنزل» من قبل فرق فردية. تم وضع هذه السياسة لأول مرة في عام 1996 وفقًا لنائب مفوض دوري الهوكي الوطني بيل دالي.
كان لاعبا دوري الهوكي الوطني رايلي كوت ودارين مكارتي صريحين فيما يتعلق بتجربتهم الشخصية في استخدام الحشيش والفوائد الطبية التي قدمها لهم. شارك كوت في تأسيس منظمة تسمى «الرياضيون من أجل الرعاية» والتي تدافع عن الرياضيين في قضايا الصحة والسلامة بما في ذلك استخدام القنب كدواء.

### الفنون القتالية المختلطة
في يناير 2021، أعلنت وكالة مكافحة المنشطات الأمريكية وبطولة القتال النهائي عن تغيير في اختبار المخدرات الذي تجريه الوكالة الأمريكية للتنمية الدولية لبطولة القتال النهائي. وبموجب السياسة الجديدة، لن يُعاقب المقاتلون على تعاطي الحشيش إلا في الحالات التي «تُظهر أدلة أخرى أن المادة قد أُخذت لأغراض تحسين الأداء مثل تخفيف الألم أو القلق». قال جيف نوفيتسكي، نائب الرئيس الأول لصحة الرياضيين وأدائهم في بطولة بطولة القتال النهائي، إن علامات التسمم الواضحة يجب أن تكون موجودة مثل «عيون محتقنة بالدم، ورائحتها مثل الماريجوانا، أو تكون ملتهبة». قبل التغيير، تم وضع عتبة 180 نانوغرام/مل ولكن تم تحديد أن هذا لا يمكن أن يقال بشكل قاطع للإشارة إلى التسمم. لم يكن للتغيير أي تأثير على حقيقة أن سياسات الاختبار لوكالات الولاية مثل لجنة ولاية نيفادا الرياضية لا تزال سارية.
في يوليو 2019، أعلنت بطولة القتال النهائي عن شراكة مع شركة أورورا القنب لإجراء بحث حول فعالية الكانابيديول في مجالات العناية بالجروح والتعافي والألم والالتهاب، باستخدام مقاتلي بطولة القتال النهائي كمواضيع اختبار. ومع ذلك، تم الإعلان في عام 2020 عن إنهاء الشراكة.
في يناير 2020، أصبح مقاتل الفنون القتالية المختلطة إلياس ثيودورو أول رياضي من أمريكا الشمالية يحصل على إعفاء للاستخدام العلاجي لاستخدام القنب، ممنوحًا من قبل لجنة كولومبيا البريطانية لألعاب القوى. في مايو 2021 حصل على أول إعفاء من هذا القبيل في الولايات المتحدة، منحته لجنة كولورادو للرياضات القتالية.
في مارس 2021، أعلنت بطولة القتال النهائي عن اتفاقية مدتها خمس سنوات مع شركة حُب القنب لتسميتها الشريك العالمي الرسمي للكانابيديول لبطولة القتال النهائي.
في مايو 2021، أعلنت لجنة ولاية فلوريدا للملاكمة أنها ستتوقف عن اختبار المقاتلين لاستخدام الحشيش، بناءً على توصية اللجنة الاستشارية الطبية لرابطة لجان الملاكمة واتباعًا لقيادة السياسة الجديدة التي أعلنت عنها بطولة القتال النهائي والولايات المتحدة لمكافحة - وكالة المنشطات في وقت سابق من العام.
في يوليو 2021، صوتت لجنة ولاية نيفادا الرياضية لوقف معاقبة المقاتلين على استخدام الحشيش. تلقى مقاتل بطولة القتال النهائي، نيك دياز، تعليقًا لمدة خمس سنوات من اللجنة في عام 2015 لتكرار انتهاكات القنب، على الرغم من خفض التعليق لاحقًا إلى عام ونصف.

### رياضة السيارات
قام الاتحاد الدولي للسيارات، وهو الهيئة التي تفرض عقوبات على رياضة السيارات العالمية، بما في ذلك فورمولا 1، بحظر السائقين لاستخدام الحشيش. يتبع الاتحاد الدولي للسيارات بروتوكول الوكالة العالمية لمكافحة المنشطات. اعتبارًا من عام 2021، أدرجت الوكالة العالمية لمكافحة المنشطات القنب على أنه محظور في المنافسة، باستثناء الكانابيديول، الذي تم إعفاؤه على وجه التحديد.
في عام 2017، أمرت ناسكار فريقًا بإزالة ملصق رعاية لشركة القنب. اعتبارًا من موسم 2021، تسمح ناسكار بالرعاية من شركات الكانابيديول بشرط أن تحتوي المنتجات المُعلن عنها على أقل من 0.3٪ من رباعي هيدروكانابينول. تم عقد أول حدث ناسكار برعاية الكانابيديول في عام 2021، بوكونو أورجانيكس كانابيديول 325 في مضمار سباق بوكونو.
في 11 يناير 2022، أعلن ريتشارد تشايلدريس ريسينغ فريق ناسكار عن صفقة رعاية مع 3CHI. أشارت ناسكار إلى الصفقة على أنها «أول رعاية للعلامة التجارية الاستهلاكية القائمة على القنب عبر جميع الرياضات الاحترافية الكبرى.» تتكون العلامة التجارية من اسم الشركة فقط. ناسكار لم توافق على شعار الشركة الذي يتميز بأوراق القنب بعد عملية مطولة تضمنت اختبار المنتج في مختبر معتمد من ناسكار لضمان الامتثال لفاتورة مزرعة الولايات المتحدة لعام 2018.

### كرةالرغبي
في عام 1999، تم التحقيق مع قائد فريق منتخب إنجلترا لاتحاد الرغبي لورانس دالاجليو من قبل اتحاد كرة الرغبي بشأن مزاعم بأنه كان يدخن الحشيش أثناء جولة الرجبي وكذلك تداول المخدرات. ونتيجة لذلك، تم تجريده من منصب النقيب.

### التزلج على الألواح
وجدت مراجعة طبية أن «إستهلاك القنب كان الأعلى بين الرياضيين الذين يسعون إلى المخاطرة العالية والإثارة للمنافسة في الرياضات الشديدة»، مع ذكر التزلج كمثال محدد. حدث أول تعليق متعلق بالقنب بسبب التزلج على الألواح في عام 2019، لمنافس في الفترة التي سبقت دورة الألعاب الأولمبية الصيفية لعام 2020.

### التزلج على الجليد

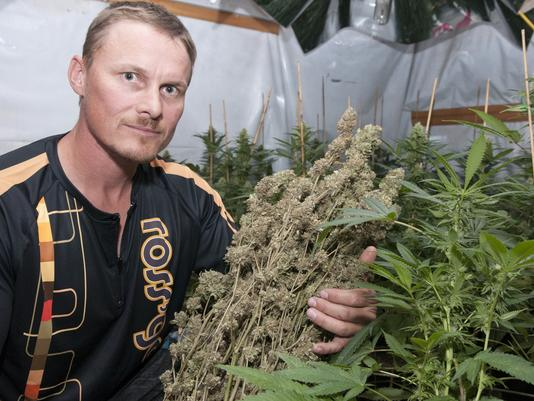
منذ محنته في أولمبياد 1998، أطلق الكندي روس ريباغلياتي شركة للقنب في عام 2013 أطلق عليها اسم روس جولد.

تم إلغاء الميدالية الذهبية في التزلج على الجليد للرجال مؤقتًا في دورة الألعاب الأولمبية الشتوية لعام 1998 بعد أن أثبت الكندي روس ريباغلياتي تعاطي القنب. أظهر اختبار المخدرات أن لديه 17.8 نانوغرام/مل من مستقلب رباعي هيدروكانابينول في جسده، أعلى قليلاً من عتبة 15 نانوغرام/مل المستخدمة من قبل الاتحاد الدولي للتزلج. صوت المجلس التنفيذي للجنة الأولمبية الدولية 3 - 2 على استبعاده من المنافسة في 11 فبراير 1998، والتي استأنفها الاتحاد الأولمبي الكندي على الفور. أكد ريباغلياتي براءته وقال إنه جاءت نتيجة اختباره إيجابية بسبب التعرض للتدخين السلبي. في 13 فبراير/ شباط، حكمت محكمة الاستئناف لصالح ريباغلياتي، بسبب حقيقة أن القنب لم يحظره رسمياً من قبل اللجنة الأولمبية الدولية حتى الآن (تم حظره بعد ذلك بوقت قصير في أبريل) وبالتالي لم يكن للجنة الأولمبية الدولية سلطة نزع الميدالية. لم يتم توجيه أي اتهامات ضد ريباغلياتي بعد أن استجوبته الشرطة اليابانية لمدة سبع ساعات بخصوص الأمر. تم وضعه على قائمة حظر الطيران ومُنع من دخول الولايات المتحدة، مما منعه من المشاركة في مسابقات مستقبلية مثل ألعاب إكس.

### سومو
ابتداءً من أغسطس 2008، أسفرت فضيحة القنب عن استقالة أربعة من مصارعين السومو المصنفين من قبل سيكيتوري، واكانوهو، وروهي، وهاكوروزان، وواككيرين، من السومو المحترف، ورئيس جمعية السومو اليابانية، كيتانومي توشيميتسو، استقال من منصبه هو الآخر. كانت هذه هي الحالة الأولى التي تم فيها طرد المصارعين النشطين من لعبة السومو. بعد ذلك، أضافت جمعية السومو اليابانية قواعد تقضي بتخفيض أي حزمة تقاعد للأعضاء المفصولين أو رفضها، وأن أولئك الذين يتعاطون المخدرات غير المشروعة سيتم فصلهم دون مزايا. وفقًا لصحيفة اليابان تايمز، كانت هذه أكبر فضيحة رياضية للمخدرات شهدتها اليابان على الإطلاق.
في يوليو 2021، أُعلن أن مصارع الدرجة الثانية تاكاجينجي قد فشل في اختبار القنب. توصل تحقيق إلى أن تاكاجينجي، الذي كان بالفعل في حالة تحذير بشأن مسألة سابقة غير ذات صلة، قد دخن الحشيش في ثماني مناسبات، وتم فصله من قبل وكالة الأمن اليابانية في 30 يوليو/ تموز.

### سباحة
في فبراير 2009، انتشرت صورة مايكل فيلبس باستخدام بونغ. أدى ذلك إلى تعليق لمدة ثلاثة أشهر من قبل الولايات المتحدة للسباحة وفقدان رعايته مع شركة كلوقز. اعترف فيلبس بأن الصورة، التي التقطت في حفل أقيم في جامعة ساوث كارولينا، أصلية. وقد اعتذر علنًا قائلاً إن سلوكه «غير لائق».

### تتبع وتمحص
قالت الولايات المتحدة الأمريكية المسار والميدان (USA Track & Field): «يجب إعادة تقييم مزايا قواعد الوكالة العالمية لمكافحة المنشطات المتعلقة برباعي الهيدروكانابينول» بعد حظر شاكاري ريتشاردسون من دورة الألعاب الأولمبية الصيفية لعام 2020 (التي أقيمت في عام 2021). المتحدثة باسم البيت الأبيض الأمريكي،جينيفر بساكي، وافقت قائلة «ربما يجب أن نلقي نظرة أخرى على» القواعد الخاصة بالرياضيين.